# Shenyang J-8
Shenyang J-8 (chiń. 歼-8, kod NATO: Finback) – chiński jednomiejscowy samolot myśliwski. Maszyna, produkowana przez Shenyang Aircraft Corporation, powstała na bazie radzieckiego samolotu MiG-21.

## Historia

### Geneza
W 1961 roku Chiny otrzymały od Związku Radzieckiego zestawy i podzespoły do montażu i uruchomienia produkcji samolotu MiG-21F-13. Na owe czasy była to konstrukcja nowoczesna, stanowiąca znaczący przełom jakościowy w chińskim lotnictwie. Wkrótce jednak relacje pomiędzy obydwoma komunistycznymi krajami uległy drastycznemu ochłodzeniu. Jeszcze przed uruchomieniem linii montażowej MiG-ów Chiny opuścili wszyscy radzieccy doradcy i technicy. Bez ich pomocy, chińskim inżynierom udało się uruchomić produkcję seryjną maszyn będących kopią MiG-ów-21, samolotów Chengdu J-7, dopiero w połowie lat 70. ubiegłego wieku. MiG-21, choć był samolotem nowoczesnym, miał jednak swoje wady – stosunkowo niewielki zasięg i krótki czas przebywania w powietrzu, co w tak dużym kraju jak Chiny miało niebagatelne znaczenie. W 1964 roku rozpoczęto prace nad nowym samolotem o satysfakcjonujących siły powietrzne osiągach. Jednym z rozważanych układów konstrukcyjnych był Jak-28, samolot charakteryzujący się dużym zasięgiem operacyjnym. Jednak wobec braku dokumentacji i doświadczenia w budowie tego typu maszyn podjęto decyzję o oparciu nowego projektu na znanej konstrukcji MiG-a-21. Najprostszym rozwiązaniem wydawało się zainstalowanie w samolocie dwóch silników zamiast jednego. I taką drogą poszli chińscy konstruktorzy. W odpowiednio powiększonym kadłubie, zamontowali obok siebie dwie jednostki napędowe, wiedząc iż sposób ten został już przetestowany przez Rosjan w samolocie Je-152A (E-152A).

### Projekt

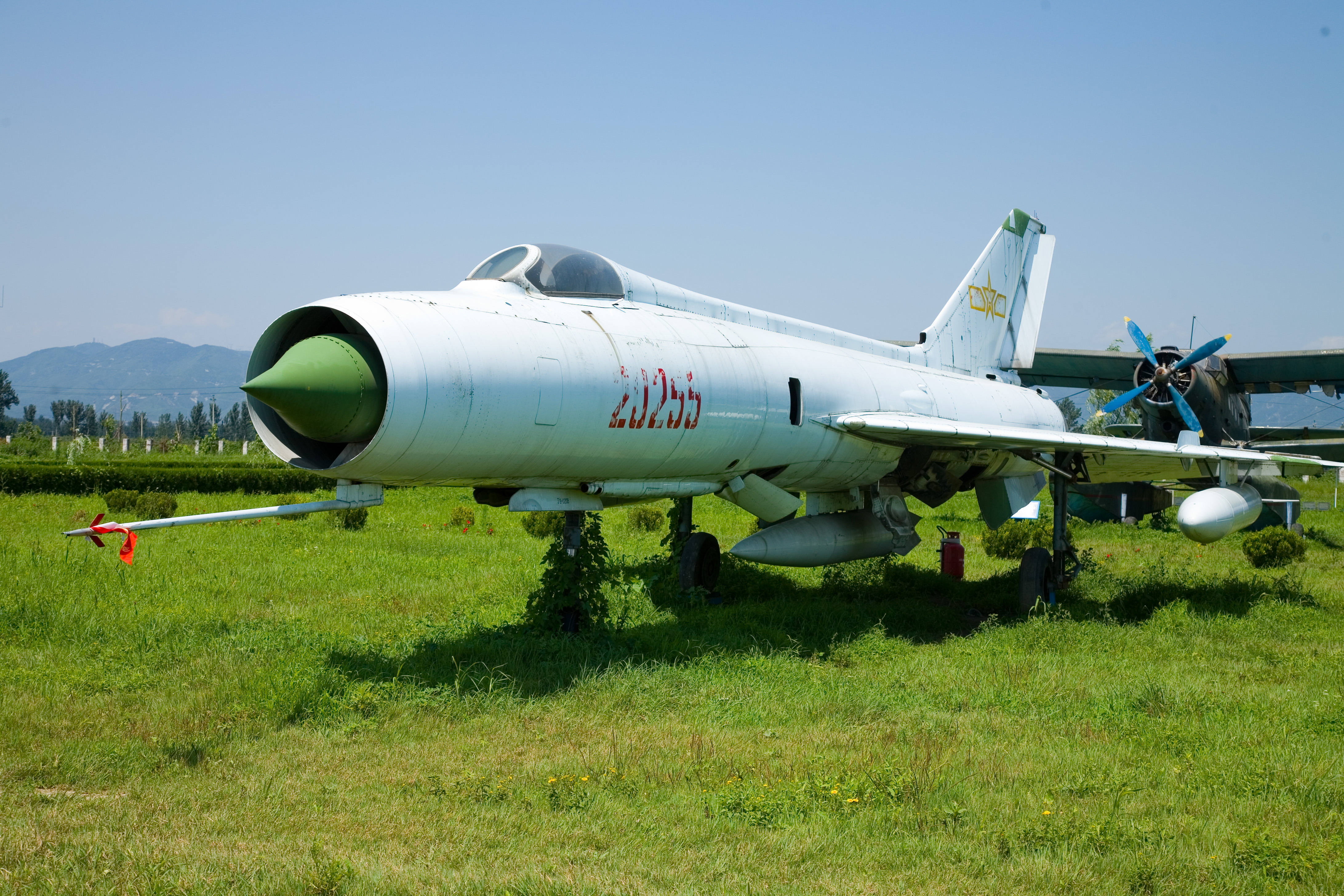
J-8 w Chińskim Muzeum Lotnictwa

Konstrukcyjnie płatowiec opierał się na projekcie MiG-a, zastosowano ten sam skos i mechanizację skrzydeł oraz stateczników poziomych. Wydłużono przednią część kadłuba kompensując wzrost masy obydwu silników z tyłu. Jednostkami napędowymi były dwa położone obok siebie silniki WP-7, kopie radzieckich turboodrzutowych R-11-300. Samolot miał klasyczne, chowane podwozie z przednim podparciem, niewielki stożek aerodynamiczny, skrzydła zaopatrzone w lotki i klapy Fowlera. Pod tylną częścią kadłuba dwie wychylone względem osi podłużnej samolotu powierzchnie aerodynamiczne poprawiały stateczność samolotu. Z powodu zwiększonego zużycia paliwa maszyna mogła przenosić dodatkowe, podwieszane zbiorniki paliwa pod kadłubem, oraz na zamkach podskrzydłowych. Samolot posiadał cztery węzły do podwieszania uzbrojenia oraz 30-mm działka Norinco 30-1 przenoszone w dwóch podkadłubowych gondolach zainstalowanych po obu stronach kabiny pilota. Samolot przenosił pociski rakietowe klasy powietrze-powietrze PL-2 przeznaczone do zwalczania celów powietrznych na krótkich dystansach, będące kopią radzieckich rakiet R-3S. Osłona kabiny otwierana była w całości do przodu. Budowę dwóch pierwszych prototypów rozpoczęto w 1967 roku a pierwszy z nich, do swojego dziewiczego lotu wzbił się 5 lipca 1969 roku. Rewolucja kulturalna zahamowała cały program. Niektóre źródła podają, iż zbudowano cztery samoloty prototypowe, trzy z nich przeznaczone do badań w locie (jeden z nich uległ katastrofie), jeden przeznaczony do prób statycznych. Produkcję pierwszej, niewielkiej serii J-8, bo takie oznaczenie otrzymała nowa konstrukcja, uruchomiono w 1979 roku a 2 marca 1980 roku samolot został oficjalnie przyjęty na uzbrojenie chińskiego lotnictwa. Niewielki stożek aerodynamiczny uniemożliwiał zainstalowanie radaru, dlatego też pierwsze J-8 otrzymały radiodalmierz Typ 222 i kolimatorowy celownik SM-8. Dopiero pod koniec lat 80. XX wieku maszyny poddano modernizacji, instalując w nich stację radiolokacyjną SR-4.

### J-8I
Zmodernizowana wersja miała być myśliwcem zdolnym do działań w każdych warunkach atmosferycznych przez całą dobę. Oblot nowego samolotu odbył się 24 kwietnia 1981 roku. Był to drugi prototyp, pierwszy z nich spłonął podczas kołowania na płycie lotniska. Nowa maszyna do swojej roli była przygotowywana powoli. W 1982 roku wprowadzono nowy celownik SM-8A a radar w kolejnych latach. Był to SR-4 (będący według niektórych źródeł kopią radzieckiego radaru RP-21). W samolocie zmieniono owiewkę kabiny pilota, która składała się odtąd z dwóch części i otwierała się do tyłu. Uzbrojenie strzeleckie stanowiły dwa dwulufowe działka Typ 23-III (bezlicencyjna kopia radzieckich GSz-23) kalibru 23 mm. Zainstalowano nowy fotel wyrzucany, a pod kadłubem, za osłonami działek, dwa dodatkowe, płytowe hamulce aerodynamiczne. Produkcję seryjną samolotu rozpoczęto w 1985 roku, a oficjalnie do uzbrojenia maszyna została wprowadzona 27 lipca 1985 roku. Wyprodukowano około 60 egzemplarzy. W 1988 roku zakończono montaż seryjny.

### J-8II

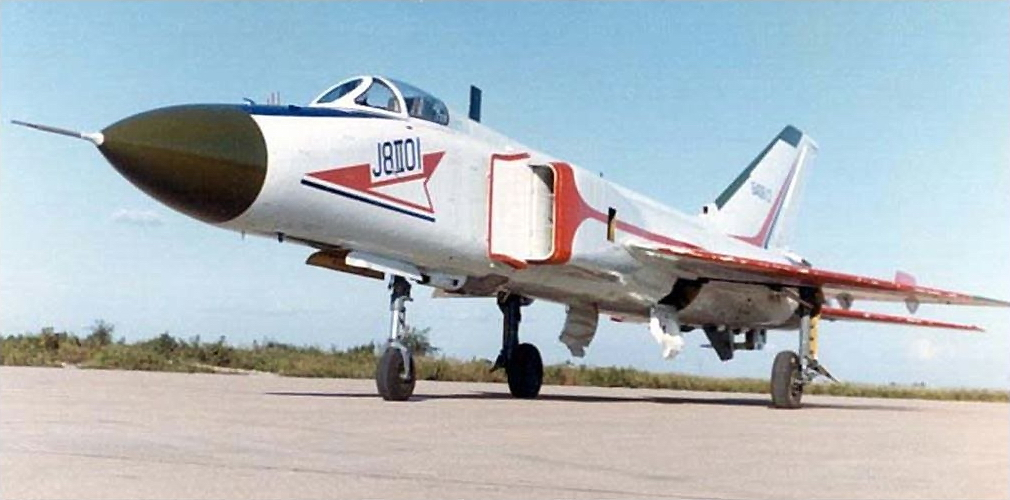
J-8II

Prace nad nową wersją samolotu rozpoczęto jeszcze w 1979 roku. Celem było przystosowanie maszyny do przenoszenia radiolokatora. Używany do tej pory niewielki stożek aerodynamiczny w dziobie samolotu uniemożliwiał zastosowanie radaru o zadowalających parametrach. Chińscy konstruktorzy oparli się na doświadczeniach z samolotem Nanchang Q-5, w którym z przodu zainstalowano radar, a wlot powietrza przeniesiono na boki kadłuba. Tym razem jednak chodziło o samolot latający z prędkościami naddźwiękowymi. Sięgnięto po rozwiązanie nie raz stosowane w chińskim przemyśle lotniczym: skopiowano technologię zastosowaną w radzieckim MiG-23 (co najmniej jeden egzemplarz tego samolotu dotarł do Chin z Egiptu w połowie lat 70. XX wieku). Boczne wloty powietrza w modelu J-8II są praktycznie takie same, jak zastosowane w konstrukcji radzieckiej – prostokątne wloty z płytowymi oddzielaczami warstwy przyściennej. Na tym nie kończyły się podobieństwa, zamiast dotychczas stosowanych dwóch płetw stabilizujących, zamontowanych pod kadłubem, na jego końcu, podobnie jak w MiG-u zainstalowano jedną, dużą powierzchnię, składaną na bok podczas wypuszczania podwozia. W J-8II zastosowano dwa silniki WP-13A (bezlicencyjna kopia radzieckich R-13-300). Zmodernizowano kadłub i podwozie. Samolot posiadał siedem węzłów do podwieszania uzbrojenia, sześć pod skrzydłami i jeden podkładubowy. W 1982 rozpoczęto budowę prototypu oblatanego 12 czerwca 1984 roku. W 1987 roku maszyna została przyjęta na uzbrojenie.

## Służba

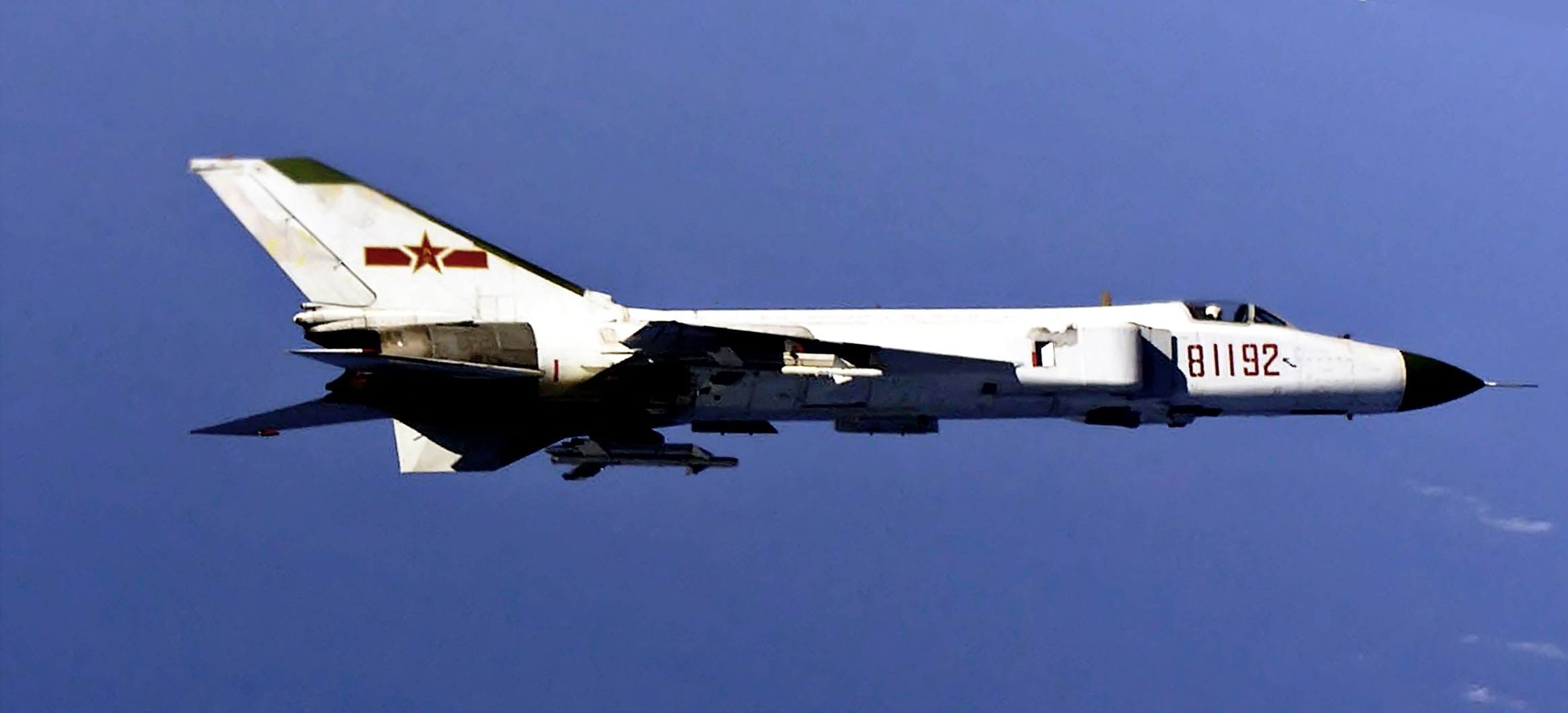
Shenyang J-8 o numerze bocznym 81192. Ten samolot zderzył się w powietrzu z amerykańskim EP-3E ARIES II

Samolot został oficjalnie ujawniony w Chinach w 1980 roku, a cztery lata później zademonstrowano jego pierwsze fotografie. Łącznie zbudowano około 390 maszyn, pełniących służbę w Siłach Powietrznych oraz Marynarce Wojennej Chińskiej Armii Ludowo-Wyzwoleńczej.
Cały świat dowiedział się o istnieniu samolotu 1 kwietnia 2001 roku. Wówczas to amerykański samolot rozpoznania radioelektronicznego EP-3E ARIES II (wariant samolotu Lockheed P-3 Orion), wykonujący lot rozpoznawczy w okolicy wyspy Hajnan, został przechwycony przez dwie maszyny J-8D. W trakcie manewrów chińskich pilotów, jeden z nich niebezpiecznie zbliżył się do amerykańskiej maszyny, w wyniku czego doszło do kolizji obydwu samolotów. Uszkodzony EP-3E zmuszony został do lądowania na wyspie Hajnan. Pilot chińskiego myśliwca, Wang Wei katapultował się nad morzem, ale nie został odnaleziony. 11 kwietnia powróciła do Stanów Zjednoczonych cała 24 osobowa załoga amerykańskiej maszyny, sam samolot zwrócono 3 lipca 2001. Przybył do USA na pokładzie transportowego An-124 Rusłan.